# Kuźnica (gmina Rusiec)
Kuźnica – wieś w Polsce, położona w województwie łódzkim, w powiecie bełchatowskim, w gminie Rusiec.
| SIMC    | Nazwa      | Rodzaj    |
| ------- | ---------- | --------- |
| 0711698 | Kontrewers | część wsi |
| 0711706 | Lesiska    | część wsi |
| 0711712 | Podłączka  | część wsi |
| 0711729 | Podosuch   | część wsi |

W latach 1975–1998 wieś należała administracyjnie do województwa sieradzkiego.